# Veleka
La Veleka (in bulgaro Велека?, in turco Kocadere) è un fiume dell'estremità sud-orientale della Bulgaria (distretto di Burgas) e dell'estremità nord-orientale della Turchia europea.

## Geografia
Lunga 147 km (123 in Bulgaria e 25 in Turchia), la Veleka nasce da sorgenti carsiche nella parte turca della Strandža, andando poi a sfociare nel mar Nero presso il villaggio bulgaro di Sinemorec, nel comune di Carevo.
La sua larghezza vicino alla foce è compresa tra gli 8 e i 10 m, mentre la sua profondità varia dai 2 ai 4 m. Alla foce, la larghezza della Veleka è di 50 m e la sua profondità di 7 od 8 m, straripando poco prima di compiere un'ultima curva e di gettarsi nel mare.

## Fauna e flora
Nel fiume si trovano cinque specie ittiche a rischio estinzione tra cui Alburnus schischkovi.

### Onorificenze
Al fiume Veleka è intitolato il catena del Veleka, sull'isola Livingston, nelle isole Shetland Meridionali (Antartide).